# Verney-Carron Sagittaire
 (décembre 2023).
Si vous disposez d'ouvrages ou d'articles de référence ou si vous connaissez des sites web de qualité traitant du thème abordé ici, merci de compléter l'article en donnant les références utiles à sa vérifiabilité et en les liant à la section « Notes et références ».
Le Verney-Carron Sagittaire est un fusil de chasse à canons superposés français fabriqué à Saint-Étienne depuis 1966.

## Histoire et évolution
Le Sagittaire, premier fusil superposé français de grande série, sort en 1966 et devient immédiatement un véritable leader sur le marché, et la production double de 1970 à 1975. Son principal concurrent stéphanois est alors de Manufrance Falcor.
En 1985, un Sagittaire avec un récepteur en alliage léger a été introduit, et a été un succès immédiat qui a permis au Sagittaire de conserver sa position de n ° 1 sur le marché. Trois ans plus tard, en 1988, le nouveau Super 9 a été introduit dans le modèle «Trap» et a été suivi de nombreux autres, notamment le modèle « Plume » en 1993. Le Super 9 a progressivement remplacé l'ancienne gamme  Sagittaire. Un modèle à canons rayés et visée réglable, la carabine " Sagittaire Double Express", est introduite en 1989. Parallèlement le fabricant d'armes stéphanois propose dans les années 1990 et le Six, un superposé vendu moins cher que son  Sagittaire.
Un nouveau modèle de Sagittaire appelé « Nouvelle Technologie » a été introduit en 1994 et a été salué par l'ensemble de la presse spécialisée dans la chasse et enthousiasmé par les chasseurs.

## Technique
Le Sagittaire est un fusil de type Anson et Deeley (système inventé en 1875 au Royaume-Uni) dont la mécanique très simple est intégrée au corps de la bascule. La percussion est ainsi assurée par des percuteurs étant armés par la fermeture du fusil. Muni de 1 (rare) ou 2 détentes, il s'ouvre à l'aide d'une clef intégrée au pontet. Les organes de visée sont fixes et se limitent à un guidon en forme de grain d'orge. La crosse anglaise (en option) ou demi-pistolet et le fût sont en noyer et partiellement quadrillés.

## La gamme des Sagittaire en 2023
Selon le catalogue 2023, Verney Carron propose son  fusil Sagittaire en version Polynox  (entrée de gamme), Bécassier, Grand Bécassier et Ultra-léger. Il existe  aussi la carabine Sagittaire Express.